# Triarquia
Em política, triarquia, triunvirato (do latim: trium, "três", e vir, "homem"), trina, troika ou troica (em russo: тройка; romaniz.: troĭka; "carro conduzido por três cavalos alinhados lado a lado", ou mais frequentemente, "trenó puxado por cavalos") designam o regime político, o comitê ou a associação política entre governantes (triúnviros) ou três personagens com autoridade em pé de igualdade em nível e poder e que se reúnem em um esforço único para a gestão de uma entidade ou para completar uma missão.

## Roma Antiga
Na história de Roma, quando ainda república, existiram dois triunviratos:
- Primeiro Triunvirato (59 a.C. – 53 a.C.), Júlio César, Pompeu, o Grande, e Marco Licínio Crasso (Crassus)
- Segundo Triunvirato (43 a.C. – 33 a.C.) Otaviano, Marco Antônio e Lépido

## União Soviética
A palavra também era usada para designar os três supremos chefes dos estados comunistas, o chefe de estado, o chefe de governo e o líder do partido. Dessa forma, este termo tem sido historicamente reservado para designar diferentes alianças políticas dos líderes na União Soviética:
- Com a morte de Lenin, em 1924, é formada uma troika entre Zinoviev, Kamenev e Stalin, que enfrenta Trotsky como parte da Oposição de Esquerda.
- A mais famosa de todas as troikas soviéticas foi a formada por Georgi Malenkov, Lavrentiy Beria e Vyacheslav Molotov, que governou o país brevemente após a morte de Stalin em 1953.
- Em 1964, na sequência da queda de Nikita Khrushchev, também forma-se outra breve troika entre Leonid Brezhnev, Alexei Kossygin e Anastas Mikoyan.

### Troika da NKVD
A palavra se tornou popular mundialmente durante a era stalinista na União Soviética, quando troikas substituíam o sistema legal para perseguir rapidamente dissidentes contrários ao regime ou qualquer cidadão acusado de crimes políticos. Normalmente não havia testemunhas e nenhuma evidencia física. Esta rapidez na prisão e julgamento se transformou numa espécie de "caça às bruxas", levando o medo ao país inteiro.
De acordo com estatísticas do NKVD, a partir de julho 1937 a novembro de 1938, 335 513 pessoas foram condenadas por troikas no curso da execução das Operações Nacionais. Entre eles, 247 157 (ou 73,6%) foram executadas por fuzilamento.

## Zona do Euro
Na Europa da década de 2010, há a troica formada pela cooperação entre o Banco Central Europeu, o Fundo Monetário Internacional e a Comissão Europeia. Os representantes dela negociam com os países-membros dos programas de crédito da zona do euro.
Em Portugal, a troika foi chefiada em abril de 2011 por Jürgen Kröger (Comissão Europeia) e contando também com Poul Thomsen (Fundo Monetário International) e Rasmus Rüffer (Banco Central Europeu). Assinaram com Portugal o Memorando de Políticas Económicas e Financeiras.

## Outras ocorrências
No começo dos anos 1960, em seguida à independência da Bélgica, os congoleses entraram em guerra civil. Entre as forças em luta havia uma facção apoiada pelos Estados Unidos, uma pela União Soviética e uma que lutava pela secessão do país. No meio de tudo, o Secretário-Geral das Nações Unidas, Dag Hammarskjöld, tentava estabelecer a presença da ONU no país. O líder soviético, Nikita Kruschev, convencido que o secretário-geral era um fantoche político dos Estados Unidos, propôs que a ONU passasse a ser administrada por uma troika, com seus membros indicados pelo mundo capitalista, pelo mundo comunista e um terceiro por países não-alinhados. A ideia não foi adiante devido à recusa das nações não-alinhadas.
O termo troika também é usado na União Europeia quando se refere a um grupo formado pelo Ministro das Relações Exteriores do Estado-Membro que ocupa a presidência do Conselho de Ministros da UE naquele momento, o secretário-geral para a política comum de segurança e exterior e pelo comissário europeu com a responsabilidade das relações externas e da política com a vizinhança europeia.
Durante a presidência de Ronald Reagan nos Estados Unidos, na década de 1980, uma troika também foi formada no poder na Casa Branca, com três dos principais conselheiros do presidente: o chefe de staff James Baker III, o conselheiro presidencial Ed Meese e o vice-chefe de staff da Casa Branca Michael Deaver.
Na América do Sul, troikas do poder militar também entraram para a história, existindo durante os anos em que diversos países do continente estiveram governados por ditaduras militares. As mais conhecidas delas foram as troikas que comandaram a Argentina por quase dez anos e a brasileira, conhecida como Junta Militar, que governou o país por dois meses em 1969, entre os governos Costa e Silva e Médici.